# Drosophila malerkotliana
Drosophila malerkotliana este o specie de muște din genul Drosophila, familia Drosophilidae, descrisă de Parshad și Paika în anul 1965. Conform Catalogue of Life specia Drosophila malerkotliana nu are subspecii cunoscute.